# Vackra törnrosbuske
Vackra törnrosbuske är en psalm, med text skriven 1958 av Anders Frostenson. Musiken är skriven 1958 av Erhard Wikfeldt.

## Publicerad i
- 1986 års psalmbok som nr 611 under rubriken "Barn och familj".
- Psalmer och Sånger 1987 som nr 514 under rubriken "Kyrkoåret - Fastan"[1]